# Alain Sign
Alain Sign (Lee-on-the-Solent, 3 de febrero de 1986) es un deportista británico que compite en vela en la clase 49er.
Ganó una medalla de bronce en el Campeonato Mundial de 49er de 2016 y dos medallas en el Campeonato Europeo de 49er, oro en 2013 y plata en 2014. Participó en los Juegos Olímpicos de Río de Janeiro 2016, ocupando el sexto lugar en la clase 49er.

## Palmarés internacional
| \| Campeonato Mundial \| Campeonato Mundial \| Campeonato Mundial \| Campeonato Mundial \| \| Año \| Lugar \| Medalla \| Clase \| \| ------------------ \| --------------------------- \| ------------------ \| ------------------ \| \| 2016 \| Clearwater (Estados Unidos) \| Medalla de bronce \| 49er \| \| Campeonato Europeo \| \| \| \| \| Año \| Lugar \| Medalla \| Clase \| \| 2013 \| Aarhus (Dinamarca) \| Medalla de oro \| 49er \| \| 2014 \| Helsinki (Finlandia) \| Medalla de plata \| 49er \| |                             |                   |       |
| Campeonato Mundial |                             |                   |       |
| Año | Lugar                       | Medalla           | Clase |
| 2016 | Clearwater (Estados Unidos) | Medalla de bronce | 49er  |
| Campeonato Europeo |                             |                   |       |
| Año | Lugar                       | Medalla           | Clase |
| 2013 | Aarhus (Dinamarca)          | Medalla de oro    | 49er  |
| 2014 | Helsinki (Finlandia)        | Medalla de plata  | 49er  |